# Banitobo
Banitobo is een bestuurslaag in het regentschap Lembata van de provincie Oost-Nusa Tenggara, Indonesië. Banitobo telt 379 inwoners (volkstelling 2010).